# Tunnel van Yvoir
De tunnel van Yvoir is een spoortunnel in de Belgische gemeente Yvoir. De tunnel gaat door de Colline de Tricointe en heeft een lengte van 1055 meter. De enkelsporige spoorlijn 128 gaat door deze tunnel.
De tunnel was bekend bij de Duitse opperbevelhebbers, want op 5 en 6 juli 1940 kwam Hermann Göring in de tunnel schuilen tijdens de Franse veldslag. En in oktober 1940 kwam Adolf Hitler schuilen op zijn weg naar Montoire voor een ontmoeting met de Franse generaal Pétain (fr:Entrevue de Montoire).